# Вихователь

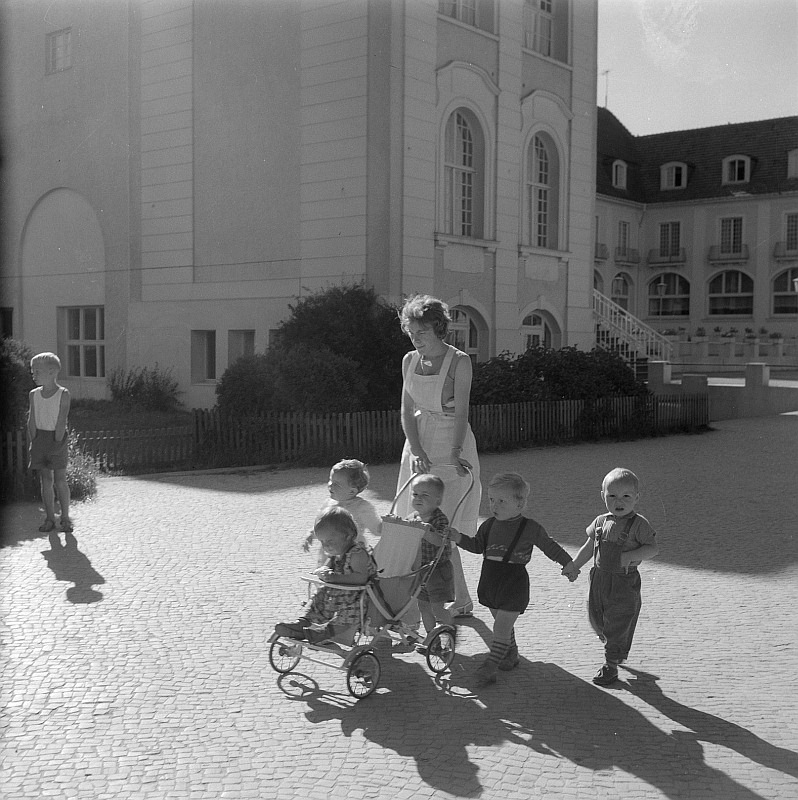
Вихователь з дітьми

Вихова́тель — людина, яка здійснює цілеспрямований виховний вплив на іншу особу. У вузькому значенні — особа, яка обіймає цю посаду в навчально-виховних закладах. 
В СРСР у дошкільних закладах, дитячих будинках, школах-інтернатах, школах і групах з подовженим та повним днем, навчальних закладах Державного комітету СРСР з професійно-технічної освіти, суворовських і нахімовських училищах затверджено штатні посади вихователя, права й обов'язки яких визначаються спеціальними положеннями. Вихователь відповідає за виховання, за здоров'я й фізичний розвиток своїх вихованців, провадить з ними ідейно-політичну і культурно-масову роботу тощо. В загальноосвітній школі та середніх спеціальних навчальних закладах виховні функції виконують усі педагоги. Крім того, у середніх загальноосвітніх школах запроваджено посаду організатора позакласної та позашкільної виховної роботи (на правах заступника директора школи).
Вихователь — це працівник закладу дошкільної освіти, педагог, який виховує, навчає дітей, прищеплює їм навички й правила поведінки, певні погляди.  Це людина, яка виховує дітей, володіє багатьма педагогічними технологіями. А найголовніше — це людина, яка любить дітей та вміє правильно знайти підхід до кожної. 